# Satyrium mackwoodi
Satyrium mackwoodi is een vlinder uit de familie van de Lycaenidae. De wetenschappelijke naam van de soort werd als Thecla mackwoodi in 1914 gepubliceerd door Evans.

## Synoniemen
- Thecla saitua Tytler, 1915